# 최혜진 (다이빙 선수)
최혜진(1982년 9월 21일~)은 대한민국의 다이빙 선수로, 2000년 하계 올림픽에 참가했다.